# DROMLAN

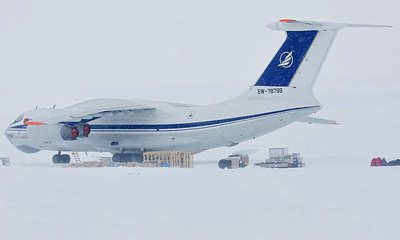
Il-76 TD en el Aeródromo de Novolázarevskaya.

El Dronning Maud Land Air Network (DROMLAN, que se traduce como Red aérea de la Tierra de la Reina Maud) es un proyecto coordinado entre once países que operan en la Tierra de la Reina Maud (en noruego: Dronning Maud Land) en la Antártida, para crear un servicio logístico coordinado para reducir costos. Los países participantes son: Bélgica, Finlandia, Alemania, India, Japón, Países Bajos, Noruega, Rusia, Sudáfrica, Suecia, y el Reino Unido (que no tiene bases en la Tierra de la Reina Maud, pero sí en la adyacente Tierra de Coats). El proyecto se inició en 2002 y sus miembros son todos integrantes del COMNAP.
Los servicios intercontinentales son operados usando aviones rusos (Ilyushin Il-76), noruegos y suecos (C-130 Hercules) y noruegos (P-3 Orion), aunque también ocasionalmente se usan otros tipos de aviones. Los vuelos operan desde el Aeropuerto Internacional de Ciudad del Cabo hacia el Aeródromo de Troll, con un tiempo de vuelo de 9 horas para los aviones Hercules, y de 5 horas y media para los Il-76, y el Aeródromo de Novolázarevskaya. Los vuelos con C-130 se realizaron hacia Troll por la Fuerza Aérea Noruega en la temporada 2004-2005 y por la Real Fuerza Aérea Sueca en la temporada 2005-2006.
Los servicios desde Troll y Novolázarevskaya a otras bases son operados por dos Basler BT-67 y Antonov AN-2, operados por la compañía sudafricana Antarctic Logistics Centre International u otros operadores de los programas nacionales que usan aviones Twin Otter y Dornier 228-101, y helicópteros.
En la temporada 2007–2008 720 personas fueron transportadas a la Antártida vía DROMLAN. El Aeródromo de Troll no está abierto a los vuelos comerciales u otros privados.
Los servicios son operados a las bases: Aboa (finesa), Domo Fuji (japonesa), Halley (británica), Kohnen (alemana), Maitri (india), Neumayer (alemana), Novolázarevskaya (rusa), Princesa Isabel (belga), SANAE IV (sudafricana), Syowa (japonesa), Tor (noruega) y Wasa (sueca).
La estructura administrativa del DROMLAN consta de un comité de dirección, un grupo de apoyo y un director ejecutivo. El comité de dirección se compone de un representante por cada país participante, y las decisiones se toman por consenso. 